# Katrien Verstuyft
Katrien Verstuyft née le 21 juin 1982 à Anvers en Belgique est une triathlète  professionnelle quadruple championne de Belgique de triathlon.

## Palmarès
Le tableau présente les résultats les plus significatifs (podium) obtenus sur le circuit national et international de triathlon depuis 2009.
| Année | Compétition                                  | Pays           | Position           | Temps           |
| ----- | -------------------------------------------- | -------------- | ------------------ | --------------- |
| 2018  | Challenge Prague                             | Tchéquie       | Médaille d'or      | 4 h 21 min 30 s |
| 2017  | Ironman 70.3 Weymouth                        | Royaume-Uni    | Médaille d'or      | 4 h 42 min 35 s |
| 2015  | Championnats de Belgique de triathlon        | Belgique       | Médaille d'or      | 2 h 21 min 14 s |
| 2014  | Grand Prix de triathlon - Étape de Quiberon  | France         | Médaille d'argent  | Timing          |
| 2014  | Coupe du monde -Étape de Carthagene          | Colombie       | Médaille de bronze | 1 h 55 min 46 s |
| 2013  | Championnats de Belgique de triathlon        | Belgique       | Médaille d'or      | 2 h 5 min 17 s  |
| 2013  | Coupe d'Afrique - Étape de Buffalo City      | Afrique du Sud | Médaille d'or      | 2 h 7 min 39 s  |
| 2012  | Championnats de Belgique de triathlon        | Belgique       | Médaille d'or      | Timing          |
| 2010  | Coupe d'Europe - Étape d'Eliat               | Israël         | Médaille d'or      | 2 h 8 min 38 s  |
| 2009  | Championnats de Belgique de triathlon        | Belgique       | Médaille d'or      | Timing          |
| 2009  | Championnats de Belgique de triathlon sprint | Belgique       | Médaille d'or      | Timing          |